# Strajiniće
Strajiniće (izvirno srbsko Страјиниће) je naselje v Srbiji, ki upravno spada pod Občino Sjenica; slednja pa je del Zlatiborskega upravnega okraja.

## Demografija
V naselju živi 24 polnoletnih prebivalcev, pri čemer je njihova povprečna starost 43,1 let (35,4 pri moških in 51,3 pri ženskah). Naselje ima 9 gospodinjstev, pri čemer je povprečno število članov na gospodinjstvo 3,22.
To naselje je, glede na rezultate popisa iz leta 2002, večinoma srbsko.
|  |

| Demografija | Demografija     | Demografija     |
| Leto        | Št. prebivalcev | Št. prebivalcev |
| ----------- | --------------- | --------------- |
|             |                 |                 |
|             |                 |                 |
|             |                 |                 |
|             |                 |                 |
| 1948        | 71              |                 |
| 1953        | 75              |                 |
| 1961        | 88              |                 |
| 1971        | 67              |                 |
| 1981        | 51              |                 |
| 1991        | 28              | 28              |
| 2002        | 29              | 29              |
|             |                 |                 |

| Etnična sestava po popisu iz leta 2002 | Etnična sestava po popisu iz leta 2002 | Etnična sestava po popisu iz leta 2002 | Etnična sestava po popisu iz leta 2002 | Etnična sestava po popisu iz leta 2002 |
| -------------------------------------- | -------------------------------------- | -------------------------------------- | -------------------------------------- | -------------------------------------- |
| Srbi                                   | Srbi                                   |                                        | 21                                     | 72,41%                                 |
| Muslimani                              | Muslimani                              |                                        | 8                                      | 27,58%                                 |
| Neznano                                | Neznano                                |                                        | 0                                      | 0,0%                                   |